# 卡羅爾體育會
卡羅爾體育會（Club Esportiu Carroi）是一家安道爾的足球會，位於安道爾首都安道爾城。卡羅爾體育會成立於2014年，最初是一所足球學院，還參加歐洲多個國際知名的青年比賽，如地中海國際盃（Mediterranean International Cup）或安道爾國際盃（Andorra International Cup.）。卡羅爾於2015年7月成立球隊加入
安道爾乙組足球聯賽。2018–19年賽季獲得乙組足球首次升上頂級聯賽。

## 球會榮譽
- 安道爾乙組足球聯賽

 亞軍： (2) 2015–16, 2018–19

## 外部鏈接
- CE Carroi at FAF.AD